# Palestino-estadounidenses
Los palestino-estadounidenses (en árabe: فلسطينيو أمريكا‎, romanizado: Filasṭīnīyū Amrīkā) son estadounidenses de ascendencia palestina total o parcial. No está claro cuándo llegaron los primeros inmigrantes palestinos a los Estados Unidos, pero se cree que fue a principios del siglo XX.
La comunidad palestina en Estados Unidos, compuesta por unas 200 000 personas, es pequeña y representa alrededor del 0,05 % de la población del país. Sin embargo, esta cifra podría estar subestimada, en primer lugar porque en diversos censos los palestinos se han identificado simplemente como árabes (600 000 personas se identifican como "árabes" u en el censo estadounidense), y en segundo porque algunos inmigrantes palestinos con menor conocimiento del idioma inglés son incapaces de completar el formulario del censo con información precisa. No existe la categoría genérica de "árabe" o de Oriente Medio y el Norte de África (MENA) en el censo, aunque en ocasiones se ha considerado utilizar esta opción.
La comunidad palestino-estadounidense se concentra en las áreas metropolitanas de Chicago, Nueva York, Filadelfia, Houston y Detroit, con otros pequeños núcleos de población en las áreas metropolitanas de Los Ángeles y San Francisco. Algunos palestinos emigraron a áreas metropolitanas o rurales más pequeñas, como Gallup (Nuevo México), a finales del siglo XX y durante el siglo XXI.

## Historia

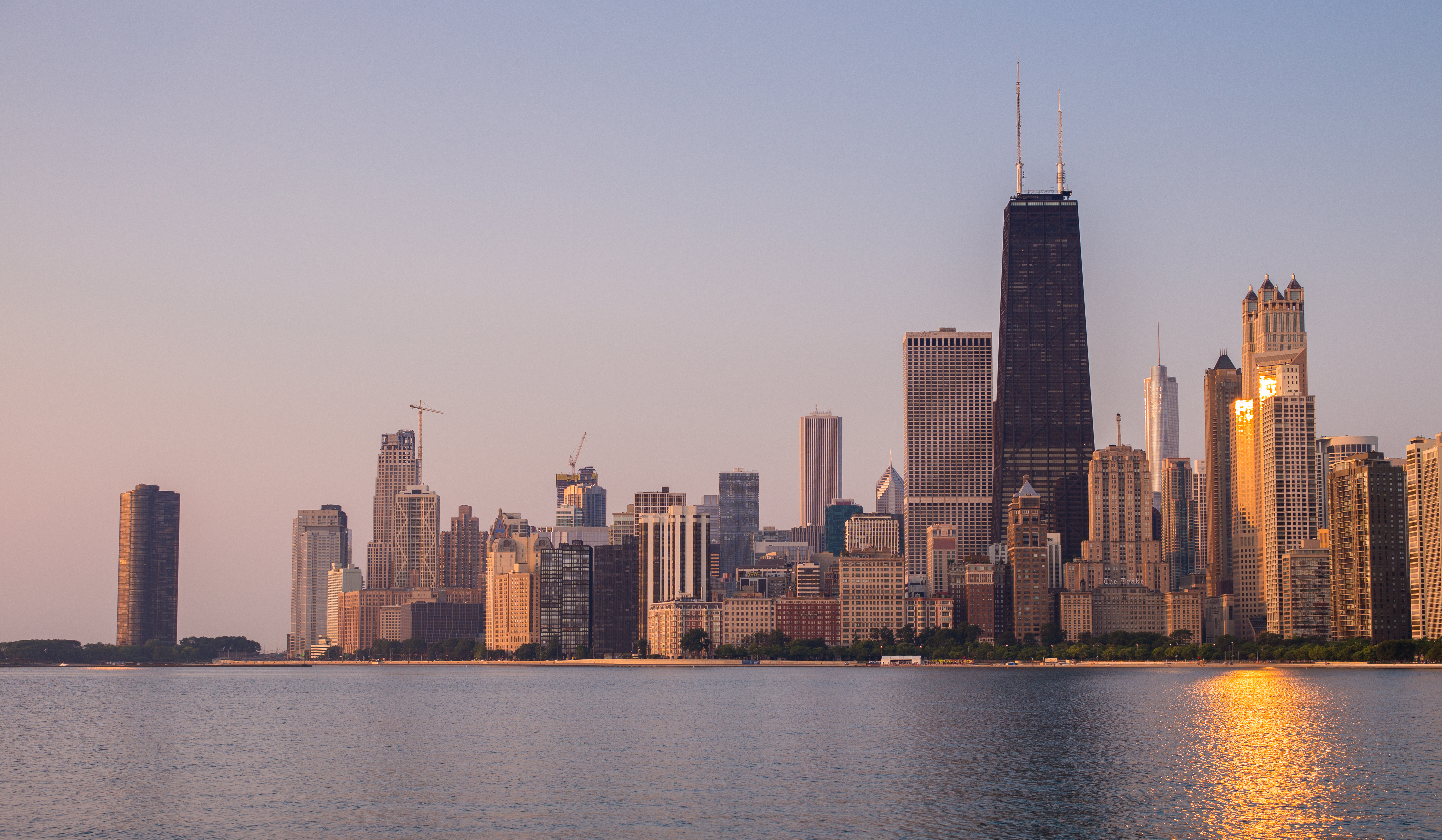
El área metropolitana de Chicago alberga a la mayor población palestina de los Estados Unidos.

### Comienzos delsigloXX
Los primeros palestinos que inmigraron a los Estados Unidos llegaron después de 1908, cuando el imperio Otomano aprobó una nueva ley de reclutamiento forzoso que obligaba a todos los ciudadanos otomanos a alistarse en el ejército. Todos los palestinos que llegaron a Estados Unidos hasta 1920 fueron clasificados simplemente como turcos. Aquellos palestinos eran en su gran mayoría cristianos y sólo una pequeña parte de ellos eran musulmanes. El censo de Palestina de 1922 contabilizó 1778 palestinos viviendo en los Estados Unidos (1352 cristianos, 426 musulmanes y 19 drusos), el segundo número más alto detrás del que englobaba a las repúblicas de América del Sur y América Central. Los primeros pioneros fueron sobre todo hombres solteros, aunque pronto les siguieron familias enteras. A menudo, las familias reunían todos los recursos disponibles para enviar a un miembro a los Estados Unidos con la esperanza de que hiciese fortuna y volviese después a su tierra. Muchos de los recién llegados se dedicaron a la venta ambulante y, según crecía la comunidad, se crearon redes de ayuda para los recién llegados. La inmigración palestina comenzó a disminuir después de 1924, con una nueva ley que limitaba el número de inmigrantes, así como con la Gran Depresión, que redujo drásticamente los puestos de trabajo y, por lo tanto, la inmigración.

### Nakba
La población de Estados Unidos comenzó a aumentar después de la Segunda Guerra Mundial. El establecimiento del Estado de Israel supuso que muchos judíos palestinos se convirtieran en ciudadanos israelíes, mientras que unos 700 000 árabes palestinos fueron expulsados o huyeron ante el avance del ejército hebreo en un hecho conocido como la Nakba. Esta tragedia nacional del pueblo palestino supuso una nueva ola migratoria hacia los Estados Unidos. Durante la década de 1950, muchos cristianos de Ramala comenzaron a emigrar a los Estados Unidos, seguidos luego por musulmanes de pueblos cercanos. Después de la promulgación de la Ley de Inmigración y Nacionalidad de 1965, muchos palestinos volvieron de nuevo a inmigrar a los Estados Unidos. En cualquier caso, la mayor ola de inmigración palestina comenzó ya en 1967, cuando la aplastante victoria de Israel en la Guerra de los Seis Días y la ocupación militar de Cisjordania, Jerusalén y la Franja de Gaza supuso la expulsión o huida de otros 300 000 palestinos. Esta ola de inmigrantes palestinos alcanzó su cénit en la década de 1980; hacia 1985, la comunidad palestino-estadounidense se calculaba en unos 90.000, y para finales de esa década casi se había doblado. La gran mayoría de los inmigrantes palestinos llegaron en aquella época buscando mejores condiciones económicas y educativas.
La mayoría de los palestinos que llegaron en este período tenían un nivel educativo más alto que los palestinos que llegaron antes de 1967, gracias sobre todo a las escuelas gestionadas por las Naciones Unidas a través de UNRWA y al creciente número de universidades en el Oriente Medio. De hecho, la inmigración palestina a Estados Unidos de finales del siglo XX supuso una auténtica fuga de cerebros.

## Demografía

### Distribución geográfica
Un gran número de palestinos se establecieron en las zonas que rodean Paterson y Bay Ridge, que forman parte del Área Metropolitana de Nueva York. Muchos otros palestinos se establecieron en el área metropolitana de Chicago, mientras que otros se establecieron en las áreas metropolitanas de Houston, Los Ángeles, Detroit, Cleveland, Nueva Orleans, Jacksonville y Miami. La mitad sur de la ciudad Paterson (Nueva Jersey) se conoce como Pequeña Ramala y en 2015 se estimó que su población de origen árabe ascendía a unas 20 000 personas. Es una de las zonas de mayor concentración de palestino-estadounidenses de los Estados Unidos.
Bay Ridge, en Brooklyn (Nueva York), es un barrio que alberga una importante comunidad árabe, estimada en unos 35 000 habitantes, cuyos grupos étnicos más numerosos son los palestinos y los yemeníes. Sin embargo, allí también viven muchos otros grupos étnicos árabes, lo que hace que la comunidad árabe de Bay Ridge tenga una población muy diversa.

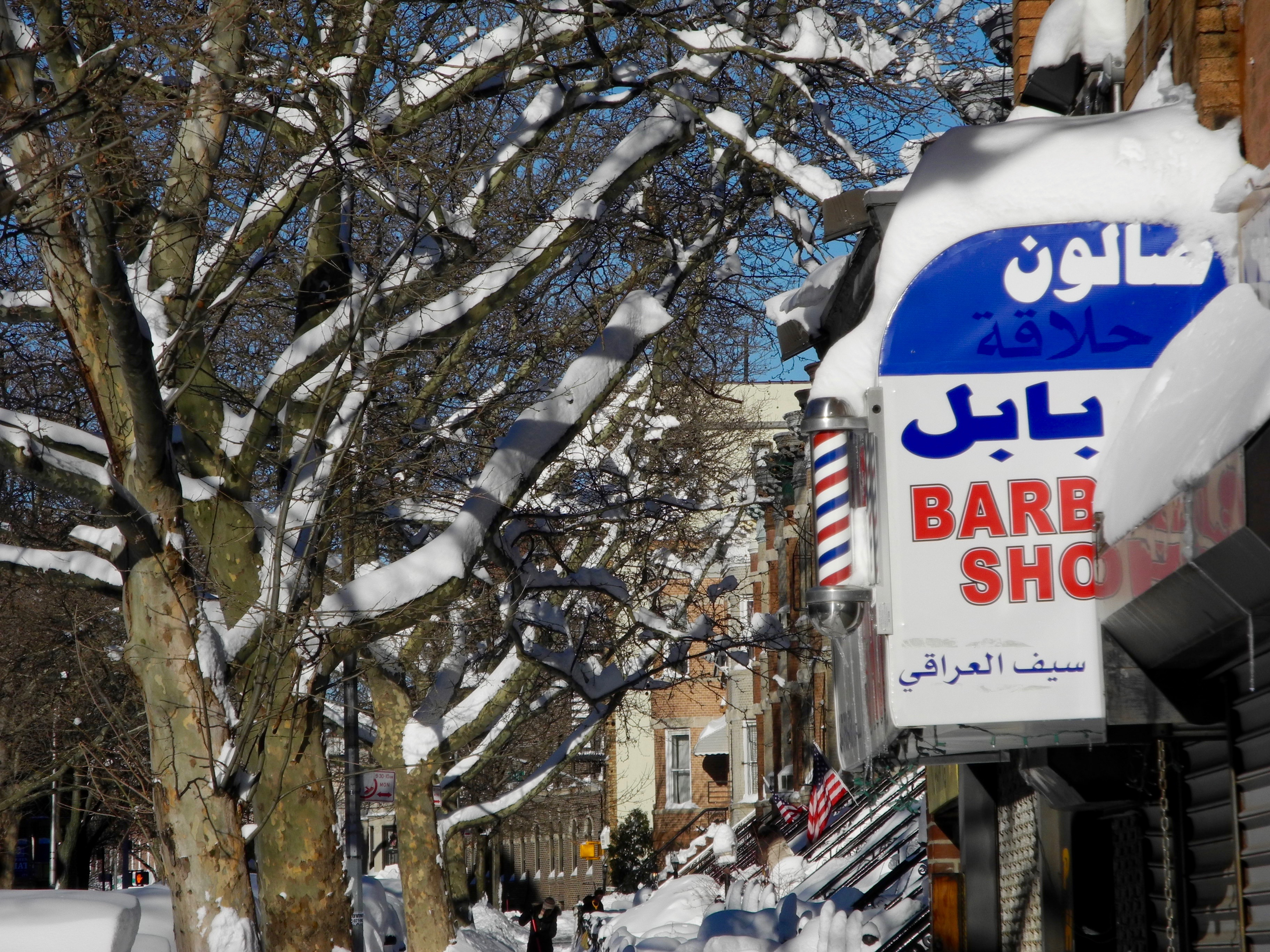
Bay Ridge en Brooklyn (Nueva York) tiene una comunidad árabe muy diversa, cuyas etnias más comunes son palestinos y yemeníes.

En Chicago (Illinois) vive otra importante población de palestinos. Se calcula que en el área metropolitana de Chicago hay unos 85 000 palestino-estadounidenses, y que los palestinos constituyen el 60 % de la comunidad árabe de la zona. Bridgeview (Illinois) y sus suburbios también tienen una población significativa de palestino-estadounidenses, así como una gran comunidad jordano-estadounidense.
Hay cerca de 3 000 palestinos en el condado de San Mateo (California), lo que representa cerca del 0,5 % de su población. Aunque sigue siendo una cifra pequeña, es diez veces mayor que la tasa nacional de palestino-estadounidenses. El área de la Bahía de San Francisco, incluida la propia ciudad, ha tenido una corriente de inmigración palestina desde principios del siglo XX.
Según el censo de los Estados Unidos de 2000, había 72 112 personas de ascendencia palestina viviendo en los Estados Unidos, cifra que aumentó a 171 969 en la encuesta sobre la comunidad estadounidense de 2022. Es difícil contabilizar el número de palestino-estadounidenses ya que Estados Unidos no reconoce al Estado de Palestina, por lo que sólo reconoce "palestino" como una etnia.
Las diez ciudades con una mayor comunidad palestina en los Estados Unidos son, según Zip Atlas:
| Puesto | Ciudad       | Palestino-estadounidenses |
| ------ | ------------ | ------------------------- |
| 1.º    | Nueva York   | 4 376                     |
| 2.º    | Chicago      | 2 554                     |
| 3º     | Houston      | 2 134                     |
| 4º     | Filadelfia   | 1 971                     |
| 5º     | Orlando Park | 1 876                     |
| 6º     | Los Ángeles  | 1 861                     |
| 7º     | Tinley Park  | 1 381                     |
| 8º     | Cleveland    | 1 285                     |
| 9º     | Columbus     | 1 211                     |
| 10º    | Alafaya      | 1 170                     |

También según Zip Atlas, las diez ciudades con mayor porcentaje de población palestina en los Estados Unidos son:
| Puesto | Ciudad                         | Porcentaje de población palestina |
| ------ | ------------------------------ | --------------------------------- |
| 1º     | Junction (Illinois)            | 16,07 %                           |
| 2º     | Orland Hills (Illinois)        | 13,51 %                           |
| 3º     | Apple Mountain Lake (Virginia) | 9,20 %                            |
| 4º     | Chicago Ridge (Illinois)       | 7,87 %                            |
| 5º     | Clarkson (Nueva York)          | 7,62 %                            |
| 6º     | Willards (Maryland)            | 6,52 %                            |
| 7º     | Hickory Hills (Illinois)       | 6,10 %                            |
| 8º     | Spring Valley Village (Texas)  | 5,57 %                            |
| 9º     | Bridgeview (Illinois)          | 5,28 %                            |
| 10º    | Roseland (Indiana)             | 4,99 %                            |

### Datos socioeconómicos
Entre el 90 % de los hombres y el 40 % de las mujeres palestino-estadounidenses forman parte de la fuerza laboral estadounidense. El 40 % y el 31 %, respectivamente, tienen puestos de trabajo técnicos o gerenciales. El sector del comercio también es uno de los más frecuentes para la comunidad: el 26 % de los hombres y el 23 % de las mujeres palestino-estadounidenses se dedican a él. La tasa de trabajo autónomo entre los hombres es de un significativo 36 % (sólo el 13 % de las mujeres trabajan por cuenta propia), en comparación con el 11 % de media entre la población general estadounidense. Del total de trabajadores autónomos, el 64 % trabaja en el comercio minorista y la mitad son propietarios de tiendas de comestibles. En términos de ingresos, el ingreso medio de las familias palestino-estadounidenses en 1979 era de 25 400 dólares (ajustado a la inflación: 109 728 dólares), de los cuales el 24 % ganaba más de 35 000 dólares y el 20 % menos de 10 000 dólares.

#### Educación
En Estados Unidos, aproximadamente el 46 % de los palestino-estadounidenses han obtenido al menos un título universitario, en comparación con la media del 18 % de la población general estadounidense. El estudio de la cultura y la lengua árabe es cada vez más importante entre los palestino-estadounidenses, especialmente en la universidad y en las escuelas de posgrado. Por lo tanto, algunas organizaciones palestinas o árabes trabajan para coordinar y mejorar la enseñanza de la historia y la cultura palestinas y árabes en las escuelas estadounidenses. Palestina, junto con Jordania, tiene una de las tasas de escolarización más altas de los países árabes.

#### Negocios
Muchos palestino-estadounidenses han creado sus propios negocios de supermercados, tiendas y restaurantes especializados en Oriente Medio. La mayoría de estas empresas se encuentran en grandes ciudades como Nueva York y Chicago.

### Política

#### Política nacional

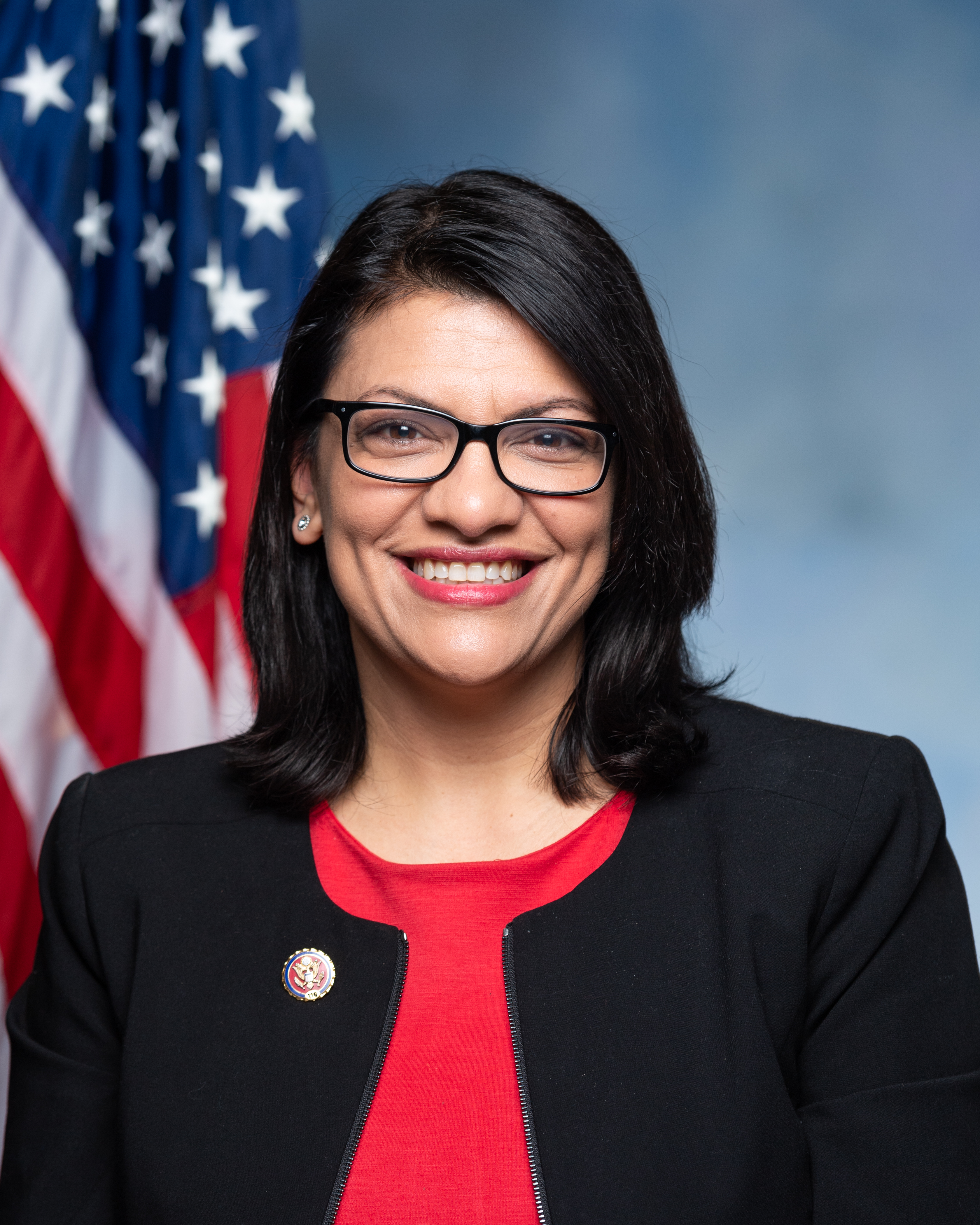
Rashida Tlaib, la primera mujer palestino-estadounidense elegida para el Congreso.

Una encuesta realizada en octubre de 2016 reveló que el 60 % de los votantes árabe-estadounidenses (incluidos los palestino-estadounidenses) votaron por Hillary Clinton, mientras que el 26 % lo habían hecho por Donald Trump. La encuesta demostró la existencia de un flujo continuo de votantes árabe-estadounidenses hacia el Partido Demócrata. El 52 % de los votantes se identificaban como demócratas y sólo el 26 % se decían republicanos.

##### Elecciones presidenciales de 2016
Los árabe-estadounidenses que apoyaron a Hillary Clinton en las elecciones presidenciales de 2016 afirmaban que abordar la violencia en las calles, la atención sanitaria y la seguridad social eran asuntos importantes a la hora de elegir a un presidente. Sin embargo, quienes apoyaron a Donald Trump consideraron que combatir el terrorismo, restringir aún más el gasto gubernamental y crear políticas de inmigración más estrictas eran cuestiones de suma importancia, solo por detrás de las políticas económicas y laborales. Ambos grupos consideraban a Hillary Clinton una mejor opción a la hora de mejorar la educación y resolver las tensiones raciales.

##### Elecciones presidenciales de 2020
A pesar de que el 26 % de los árabe-estadounidenses habían votado por Trump en 2016, las políticas pro-israelíes del presidente, incluido el reconocimiento de Jerusalén como capital de Israel mediante el traslado de la embajada estadounidense a esta ciudad desde Tel Aviv, disminuyeron considerablemente su apoyo entre los árabe-estadounidenses y entre los palestino-estadounidenses en particular. Se crearon iniciativas para animar a los votantes árabe-estadounidenses a registrarse y a participar en las elecciones presidenciales de 2020 y así aumentar su peso electoral.
Elecciones presidenciales de 2024
En el período previo a las elecciones de 2024, los palestinos y los estadounidenses de origen árabe en general fueron considerados un electorado clave, en particular en Michigan, que se considera un estado clave para ganar las elecciones.[43] De hecho, destacados grupos árabes de Michigan habían presionado a la vicepresidenta y candidata presidencial Kamala Harris para que rompiera con la política firmemente pro israelí del presidente Biden y actuara para poner fin a los combates en Gaza. Otros grupos con raíces en Michigan, como el Movimiento No Comprometido, decidieron no apoyar a Harris e instaron a los votantes a que tampoco apoyaran a Trump.
En respuesta a las preocupaciones, Harris hizo esfuerzos para acercarse a los líderes estadounidenses de origen árabe en la comunidad, organizando una reunión en la que habló de su consternación por la escala del sufrimiento en Gaza y sus esfuerzos por poner fin a la guerra allí. El candidato a vicepresidente de Harris, el gobernador de Minnesota Tim Walz, se dirigió por separado a los grupos musulmanes demócratas con la promesa de mantener una puerta abierta al debate y trabajar para asegurar el fin de la guerra, al tiempo que señalaba la documentada historia de Trump de políticas islamófobas y retórica antipalestina.
Los datos granulares posteriores a la derrota de Harris mostraron que Trump y Jill Stein se llevaron una parte sustancial del voto musulmán árabe; en el suburbio de Detroit de Dearborn, Trump ganó el 42 % de los votos, seguido de Harris con el 36 % y Stein con el 18 %. Si bien los grupos demográficos de Michigan tendieron a la derecha a partir de 2020, el cambio fue particularmente pronunciado en Dearborn, que había apoyado abrumadoramente a Biden (por un margen de 3:1) en 2020. Un giro similar se observó en Hamtramck (Michigan), la primera ciudad de mayoría musulmana en los EE. UU. Con un estimado de más de 200 000 votantes musulmanes registrados en Michigan, y un margen de victoria de Trump de 84.000 votos, la pérdida de votos musulmanes y árabes dañó significativamente la apuesta de Harris para ganar Michigan.
Las encuestas a la salida de las urnas revelaron que entre el 50 y el 63 por ciento de los votantes musulmanes estadounidenses apoyaron a Harris. Varios votantes musulmanes y árabes que pasaron de apoyar a Biden en 2020 a apoyar a Trump o Stein en 2024 mencionaron que querían exigir responsabilidades y castigar a los demócratas por su supuesta complicidad en el "genocidio en Gaza", así como por la incapacidad de lograr un alto el fuego sostenido.

#### Política exterior
Aunque los palestino-estadounidenses no suelen ser más activos que la población general en términos políticos, sí son plenamente conscientes de su historia y de los problemas a los que se enfrenta el pueblo palestino. Son más activos en organizaciones sociales como el Movimiento de Boicot, Desinversión y Sanciones (BDS), que potencian a través de mezquitas, iglesias y organizaciones locales. En ausencia de un Estado de Palestina libre y unificado, la preservación de las comunidades en la diáspora sirven para mantener la identidad palestina.

## Cultura
La cultura palestina es una mezcla de influencias de los numerosos pueblos que han habitado el Mediterráneo oriental a lo largo de la historia. Los palestinos tienen puntos en común con los pueblos vecinos del Levante, incluidos los libaneses, los sirios y los jordanos. Un estudio de 1989 demostró que los palestinos solían mostrar una rápida y fructífera adaptación a la sociedad estadounidense, si bien mantenían un importante nivel de concienciación cultural y política. Los más aislados suelen ser los palestinos de mayor edad, que llegan para reunirse con sus familias ya asentadas y desconocen el idioma.

### Religión
Los palestino-estadounidenses musulmanes son principalmente suníes, sobre todo de las doctrinas hanafí y shafí. En cuanto a los palestino-estadounidenses cristianos, gran parte de ellos pertenecen a la Iglesia ortodoxa de Jerusalén, con una presencia también importante de fieles de las iglesias latina y melquita. También existen comunidades más pequeñas que se adhieren a diversas formas de protestantismo.

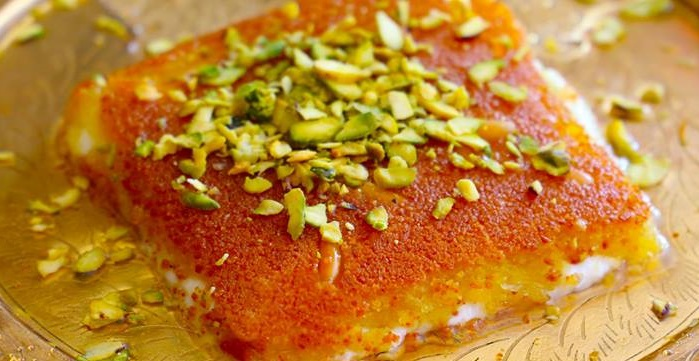
El kanafeh es un postre palestino tradicional que tiene su origen en Nablus. El kanafeh se está volviendo muy popular en los Estados Unidos, especialmente en Nueva York.

### Idioma
Además del inglés, muchos palestino-estadounidenses hablan árabe palestino. Es posible que los palestinos que alguna vez vivieron o trabajaron en Palestina emplearan el hebreo moderno como segunda lengua.

### Cocina
Los palestino-estadounidenses cocinan muchos platos tradicionales del Levante mediterráneo. Algunos ejemplos son el kanafeh, el hummus, el falafel, el musajján, la hoja de parra y otros platos palestinos. Algunos de estos alimentos, como el kanafeh, se han hecho muy populares en los Estados Unidos, especialmente en Nueva York.

## Palestino-estadounidenses famosos

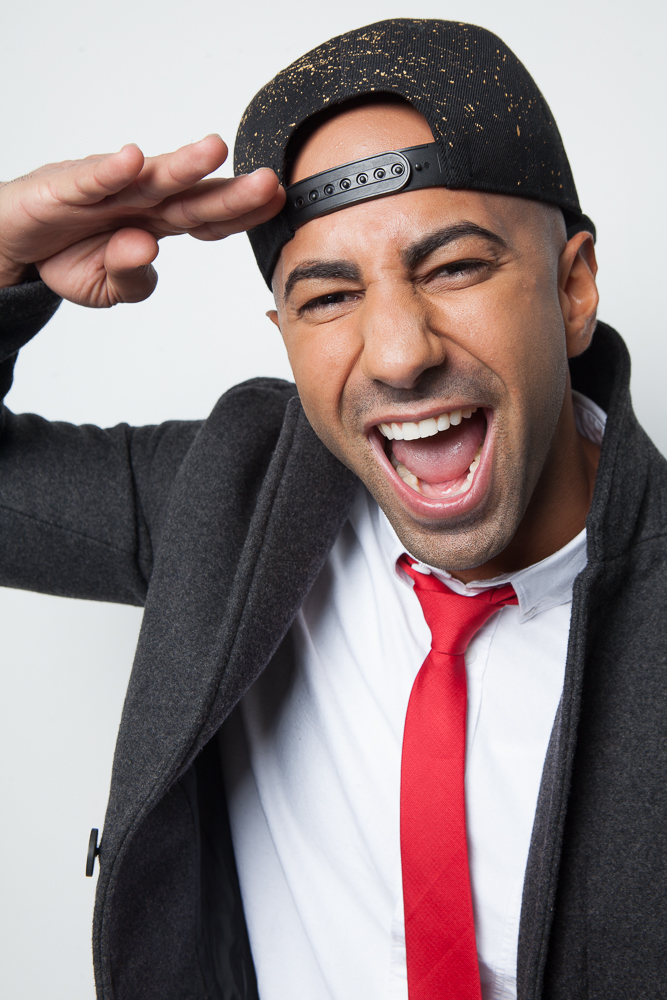
Yousef Saleh Erakat, más conocido como FouseyTube, es un famoso YouTuber y streamer palestino-estadounidense.

Edward Said fue un profesor palestino-estadounidense de la Universidad de Columbia ampliamente reconocido como el "padre del Orientalismo". También fue una voz poderosa en defensa del Comité Antidiscriminación Árabe Estadounidense (ADC) y estudió las violaciones de las libertades civiles de los árabes y musulmanes en los Estados Unidos, primero durante la década de 1990 y, posteriormente, tras el atentado del 11 de septiembre de 2001. Otro importante académico estadounidense de origen palestino es Rashid Khalidi, nacido en Nueva York de padre jerosolimitano. Está considerado el mayor experto estadounidense en asuntos relacionados con Palestina.
Huwaida Arraf es una activista, autora y abogada palestina radicada en la ciudad de Ramala que fundó una organización llamada Movimiento de Solidaridad Internacional (ISM) que busca ayudar al lado palestino del conflicto israelí-palestino a través de protestas no violentas. También formó parte de una iniciativa de paz llamada Semillas de Paz, que buscaba crear comunicación entre la juventud palestina y judía. Shireen Abu Akleh fue una famosa periodista palestinoestadounidense que desarrolló gran parte de su carrera en Al Jazeera y que fue abatida por un francotirador del ejército israelí mientras cubría una noticia en el campamento de Yenín el 11 de mayo de 2022.
Ismail al-Faruqi fue un filósofo y teólogo palestino-estadounidense conocido por sus importantes contribuciones a los estudios islámicos y a la filosofía de la religión. Fundó el Instituto Internacional del Pensamiento Islámico (IIIT) y fue una figura destacada en la denominada islamización del conocimiento, que aboga por la integración de los principios islámicos con las disciplinas académicas contemporáneas. El trabajo de Al-Faruqi enfatizó la importancia del entendimiento cultural y religioso a la hora de tratar problemas globales.
Khaled Mohamed Khaled, más conocido por su nombre artístico DJ Khaled, es un cantante y productor discográfico de hip hop estadounidense de ascendencia palestina que saltó a la fama en la década de 2000 con su primer álbum Listennn... , que alcanzó el puesto 12 en la lista Billboard 200 de los Estados Unidos. Otros raperos palestino-estadounidenses son Fredwreck, nacido en Míchigan de ascendencia palestina; Saint Levant, nacido en Jerusalén; y Lina Makhul, nacida en Toledo (Ohio) y criada en Acre.
Gigi Hadid y Bella Hadid son dos hermanas que trabajan como modelos. Son de ascendencia palestina a través de su padre Mohamed y ambas han expresado públicamente su apoyo a la causa palestina.
Linda Sarsour es una activista por los derechos humanos, y en concreto por los derechos de los musulmanes estadounidenses, nombrada por la revista Time una de las cien personas más influyentes en 2017.
En el campo de la literatura, Remi Kanazi es un poeta palestino afincado en Nueva York, mientras que en el cine se podría destacar la figura de Waleed Zuaiter y en el mundo del entretenimiento la del cómico Mo Amer. En deporte, el guard de los Detroit Lions Oday Aboushi nació en Brooklyn de padres palestinos, mientras que Belal Muhammad, campeón mundial de peso welter en UFC, nació en Chicago también de padres palestinos.
Sólo dos estadounidenses de ascendencia palestina han servido o sirven actualmente como miembros del Congreso. Rashida Tlaib, nacida en Estados Unidos de padres palestinos, es una congresista demócrata que obtuvo un escaño en la Cámara de Representantes de los Estados Unidos por el 13.º distrito del Congreso de Míchigan. Se convirtió así en una de las primeras mujeres musulmanas elegidas para el Congreso (junto con la somalí-estadounidense Ilhan Omar, de Minnesota) y en la primera mujer palestino-estadounidense en el Congreso. Por otro lado, Justin Amash fue un congresista republicano convertido en independiente, también de ascendencia palestina, que sirvió en la Cámara de Representantes de los Estados Unidos en representación del tercer distrito de Míchigan.
A nivel estatal, Athena Salman forma parte de la Cámara de Representantes de Arizona, Iman Jodeh fue elegida para la Cámara de Representantes de Colorado en 2020, Fady Qaddoura, nacido en Cisjordania, fue elegido para el Senado de Indiana ese mismo año, mientras que Ruwa Romman ejerce en la Cámara de Representantes de Georgia desde 2022.
Reema Dodin ocupó el cargo de subdirectora de la Oficina de la Casa Blanca para Asuntos Legislativos en la administración Biden entre 2020 y 2024, lo que la convirtió en la mujer estadounidense de origen palestino con un cargo más alto en la historia de la Oficina Ejecutiva del Presidente de los Estados Unidos.